# Säsong 6 av Farmen
Den sjätte säsongen av Farmen spelades in på Sotbo i Norns bruk i Hedemora kommun i Dalarna. Säsongen sändes 7 januari till 15 mars 2013, och visades med 30 minuter långa avsnitt med reklam under måndagar till fredagar. Programledare var Linda Lindorff.

## Deltagare
| Deltagare                    | År | Bostad     | Sysselsättning          | Resultat                               |
| ---------------------------- | -- | ---------- | ----------------------- | -------------------------------------- |
| Agnes Löfqvist               | 23 | Malmö      | Måleriassistent         | Förlorade första tvekampen.            |
| Melker Djurstedt             | 21 | Södra Vi   | Skogshuggare            | Lämnade farmen vid avsnitt 13.         |
| Matilda Ternvall             | 19 | Stockholm  | Kafébiträde             | Lämnade farmen vid avsnitt 16.         |
| Dolores Martin               | 53 | Stockholm  | Marknadskoordinator     | Lämnade farmen vid avsnitt 17.         |
| Rimon Lahdo                  | 27 | Örebro     | Discjockey              | Lämnade farmen vid avsnitt 17.         |
| Carl-Peder "Kalle" Hedebratt | 36 | Eskilstuna | Arbetssökande           | Förlorade fjärde tvekampen.            |
| Sören Mård                   | 58 | Mockfjärd  | Egenföretagare          | Förlorade femte tvekampen.             |
| Sanna Sjöström               | 24 | Sundsvall  | Undersköterska          | Förlorade sjätte tvekampen.            |
| Paul Melén                   | 46 | Karlskrona | Arbetslös               | Lämnade farmen vid avsnitt 34.         |
| Martin Vestman               | 23 | Fagerhult  | Studerande              | Förlorade sjunde tvekampen.            |
| Maria Anderberg              | 47 | Brösarp    | Sociala medier-ansvarig | Förlorade åttonde tvekampen.           |
| Anna-Karin "AK" Nyberg       | 40 | Boden      | Sjukskriven             | Fjärde plats, förlorade kvartsfinalen. |
| Stefan Kemi                  | 49 | Nyköping   | Entreprenör             | Tredje plats, förlorade semifinalen.   |
| Janikke Taflin               | 20 | Holmsund   | Hamnarbetare            | Andra plats, förlorade finalen.        |
| Erik Persson                 | 32 | Kolsva     | Montör                  | Årets farmare                          |

## Veckosammanfattning
| Vecka | Storbonde         | Godkänt uppdrag | Förstekämpe     | Andrekämpe           | Tvekamp     | Hemskickad           |
| ----- | ----------------- | --------------- | --------------- | -------------------- | ----------- | -------------------- |
| 1     | Paul Melén        | Ja              | Agnes Löfqvist  | Matilda Ternvall     | Säcken      | Agnes Löfqvist       |
| 2     | Maria Anderberg   | Ja              | Dolores Martin  | Janikke Taflin       | Säcken      | Dolores Martin       |
| 3     | Rimon Lahdo       | Ja              | Maria Anderberg | Anna-Karin Nyberg    | Sågen       | Anna-Karin Nyberg    |
| 4     | Maria Anderberg   | Ja              | Paul Melén      | Carl-Peder Hedebratt | Säcken      | Carl-Peder Hedebratt |
| 5     | Anna-Karin Nyberg | Ja              | Sören Mård      | Erik Persson         | Sågen       | Sören Mård           |
| 6     | Maria Anderberg   | Ja              | Sanna Sjöström  | Janikke Taflin       | Husförhöret | Sanna Sjöström       |
| 7     | Janikke Taflin    | Nej             | Martin Vestman  | Maria Anderberg      | Husförhöret | Martin Vestman       |
| 8     | Stefan Kemi       | Nej             | Maria Anderberg | Anna-Karin Nyberg    | Repet       | Maria Anderberg      |
| 9     | Janikke Taflin    | Ja              | Stefan Kemi     | Anna-Karin Nyberg    | Husförhöret | Anna-Karin Nyberg    |

1. ↑  Dolores förlorade andra tvekampen, men återvände vid avsnitt 15 efter att Melker hade lämnat farmen.
2. ↑  Anna-Karin förlorade tredje tvekampen, men återvände vid avsnitt 17 efter att tre av deltagarna hade lämnat farmen.

### Finalveckan
Semifinal
| Finalister   | Tvekamper            | Hemskickad  |
| ------------ | -------------------- | ----------- |
| Stefan Kemi  | Säcken, Sågen, Repet | Stefan Kemi |
| Erik Persson | Säcken, Sågen, Repet | Stefan Kemi |

Final
| Finalister     | Tvekamp     | Årets farmare |
| -------------- | ----------- | ------------- |
| Jannike Taflin | Husförhöret | Erik Persson  |
| Erik Persson   | Husförhöret | Erik Persson  |

## Tittarsiffror
| Vecka | Avsnitt | Datum                      | Tittarsiffror i tusental | Tittarsiffror i tusental | Tittarsiffror i tusental | Tittarsiffror i tusental | Tittarsiffror i tusental | Genomsnitt |
| ----- | ------- | -------------------------- | ------------------------ | ------------------------ | ------------------------ | ------------------------ | ------------------------ | ---------- |
| 1     | 1–5     | 7–11 januari 2013          | 974                      | 885                      | 838                      | 759                      | 963                      | 884 000    |
| 2     | 6–10    | 14–18 januari 2013         | 721                      | 792                      | 818                      | 821                      | 745                      | 779 000    |
| 3     | 11–15   | 21–25 januari 2013         | 737                      | 874                      | 801                      | 803                      | 885                      | 820 000    |
| 4     | 16–20   | 28 januari–1 februari 2013 | 814                      | 759                      | 802                      | 750                      | 782                      | 781 000    |
| 5     | 21–25   | 4–8 februari 2013          | 861                      | 764                      | 845                      | 801                      | 924                      | 839 000    |
| 6     | 26–30   | 11–15 februari 2013        | 845                      | 758                      | 917                      | 802                      | 924                      | 849 000    |
| 7     | 31–35   | 18–22 februari 2013        | 798                      | 851                      | 839                      | 819                      | 885                      | 838 000    |
| 8     | 36–40   | 25 februari–1 mars 2013    | 786                      | 726                      | 826                      | 754                      | 853                      | 789 000    |
| 9     | 41–45   | 4–8 mars 2013              | 828                      | 816                      | 839                      | 811                      | 891                      | 837 000    |
| 10    | 46–50   | 11–15 mars 2013            | 803                      | 788                      | 781                      | 702                      | 962                      | 807 000    |

Källa: MMS

## Källhänvisningar
1. ↑  ”Mediamätning i Skandinavien”. Arkiverad från originalet den 21 februari 2016. https://web.archive.org/web/20160221070857/http://hottoptv.mms.se/.